# Hrvatska na Pjesmi Eurovizije
Hrvatska je na Pjesmi Eurovizije sudjelovala 29 puta od prvoga nastupa 1993. godine. Između 1993. i 2011. te od 2019. nadalje, hrvatski predstavnik bira se na Dori, televizijskom natjecanju Hrvatske radiotelevizije. Najbolji rezultat Hrvatske je drugo mjesto, koje je osvojila 2024. godine
Hrvatska je prvi put ušla u deset najboljih 1995. godine, kada su Magazin i Lidija Horvat-Dunjko osvojile šesto mjesto. Maja Blagdan osvojila je četvrto mjesto 1996., Danijela Martinović (koja se već natjecala kao članica grupe Magazin) osvojila je peto mjesto 1998., Doris Dragović (koja je osvojila jedanaesto mjesto za SFR Jugoslaviju 1986.) osvojila je četvrto mjesto 1999., Goran Karan deveto mjesto 2000., i Vanna deseto mjesto 2001. Od tada, Hrvatska nije uspjela ući u deset najbolje plasiranih.
Od uvođenja polufinala 2004., Hrvatska se nije plasirala u finale osam puta, uključujući četiri godine za redom od 2010. do 2013. Hrvatska je tada odustala od natjecanja 2014. i 2015. Na svojemu povratku 2016., Hrvatska se plasirala u finale nakon sedam godina. 2017. godine Hrvatska je s pjesmom Jacquesa Houdeka „My Friend” ušla u finale i ostvarila 13. mjesto. Ponovni prolazak u finale s istim konačnim plasmanom Hrvatska je ostvarila 2023.

## Povijest
Hrvatski glazbenici natjecali su se na Pjesmi Eurovizije za SFR Jugoslaviju 12 puta te kao najuspješnija njezina država donijela joj jedinu pobjedu 1989. u Lausannei s pjesmom „Rock Me” sastava Riva. Kao rezultat, Pjesma Eurovizije 1990. održana je u Zagrebu, glavnome gradu tadašnje SR Hrvatske. Već sljedeći mjesec Hrvatska je proglasila neovisnost od SFR Jugoslavije.

### 1990.-ih
Nakon raspada SFRJ-a 1990. – 1991., hrvatska javna televizijska stanica Hrvatska radiotelevizija održavala je festival Crovizija kojim bi Hrvatska odabrala svojega predstavnika 1992. Da je HRT na vrijeme postao članom Europske radiodifuzijske unije (EBU-a), prvi nastup Hrvatske na Pjesmi Eurovizije bio bi sastav Magazin s pjesmom „Aleluja”.[nedostaje izvor]
U veljači 1993. godine, HRT je organizirao Hrvatski televizijski festival (HTF) na kojemu se birala hrvatska predstavnička pjesma za Pjesmu Eurovizije 1993. Na HTF-u je pobijedio sastav Put s pjesmom „Don't Ever Cry” koja je zatim osvojila treće mjesto na „Kvalifikaciji za Millstreet”, što joj je omogućilo sudjelovanje na Pjesmi Eurovizije 1993. Grupa je u konačnici osvojila 15. mjesto na Pjesmi Eurovizije 1993., a Tony Cetinski je iduće godine nakon pobjede na HTF-u 1994. osvojio 16. mjesto na Pjesmi Eurovizije 1994. Godine 1995., HTF mijenja ime u Dora, naziv koji se do danas koristi za natjecanje na kojemu se bira hrvatska predstavnička pjesma. Dora ja naziv dobila po hrvatskoj skladateljici Dori Pejačević. Hrvatska je u ovome razdoblju postigla neke od svojih najboljih rezultata na Pjesmi Eurovizije: četvrto mjesto Maje Blagdan s pjesmom „Sveta ljubav” na Pjesmi Eurovizije 1996. i Doris Dragović na Pjesmi Eurovizije 1999. s pjesmom „Marija Magdalena”.

### 2000.-ih
Hrvatska je sve svoje predstavnike tijekom cijelog desetljeća nastavila birati na Dori. Osvojivši deseto mjesto, Vanna je na Pjesmi Eurovizije 2001. ostvarila posljednji ulazak Hrvatske u desetero najboljih natjecatelja do 2024. Hrvatska se na Pjesmi Eurovizije 2007. s pjesmom "Vjerujem u ljubav" Dragonflyja i Dade Topića prvi puta nije kvalificirala u finale. Hrvatska se 2008. i 2009. godine vraća u finale, no ostvaruje svoje najslabije rezultate do tad, redom 21. i 18. mjesto.

### 2010.-ih
Pobjednici Dore 2010. i 2011., Feminem i Daria Kinzer, nisu se uspjeli kvalificirati u finale na natjecanjima 2010. i 2011. godine. Već iduće godine, Dora je otkazana, a HRT je za Pjesmu Eurovizije 2012. prvi put predstavnika odabrao interno, odnosno, bez održana natjecanja. Nina Badrić bila je interno odabrana za Pjesmu Eurovizije 2012. godine, a Klapa s Mora za Pjesmu Eurovizije 2013. godine. Oba se predstavnika nisu kvalificirala u finale.
Hrvatska radiotelevizija je 19. rujna 2013. godine objavila kako neće sudjelovati na Pjesmi Eurovizije 2014., a kao glavni razlog navela je financijske poteškoće i loše rezultate od 2010. do 2013. koji su ih naveli na jednogodišnju stanku. Zadnji put kada se Hrvatska, do tada, kvalificirala u finale natjecanja bilo je na Pjesmi Eurovizije 2009. Kasnije je HRT objavio kako Hrvatska neće sudjelovati ni 2015. u Beču. U svibnju 2015. bilo je i objavljeno da HRT neće prikazivati Pjesmu Eurovizije 2015., što je prvi put da se natjecanje nije prikazivalo u Hvratskoj još od 1992. godine.
Krajem 2015. godine objavljeno je da će se Hrvatska vratiti na natjecanje 2016. u Stockholmu. Te je godine interno odabrana Nina Kraljić s pjesmom „Lighthouse” i prvi put od 2009. godine kvalificirala Hrvatsku u finale, osvojivši u konačnici 23. mjesto. Nakon tog povratka, HRT je 17. rujna 2016. godine potvrdio sudjelovanje Hrvatske i na Pjesmi Eurovizije 2017. HRT je te godine interno odabrao Jacquesa Houdeka koji je s pjesmom „My Friend” prošao u finale i osvojio 13. mjesto. Franka Batelić bila je interno odabrana za Pjesmu Eurovizije 2018., no nije se kvalificirala u finale. 
Dana 30. listopada 2018., HRT potvrđuje da se Dora vraća kao natjecanje za odabir hrvatskog predstavnika na Pjesmi Eurovizije 2019. Prvi pobjednik novoga izdanja Dore održanog 16. veljače 2019. godine bio je Roko Blažević s pjesmom „The Dream.” Roko se nije uspio kvalificirati u finale na Pjesmi Eurovizije 2019.

### 2020.-ih
Godine 2020. na Dori je pobijedio Damir Kedžo s pjesmom „Divlji vjetre”, ali nije nastupio na Pjesmi Eurovizije 2020. jer je natjecanje bilo otkazano zbog pandemije koronavirusa. Iduće se godine održala Dora 2021. na kojoj je pobjedu odnijela Albina s pjesmom „Tick-Tock”, a na Dori 2022. pobjedu je odnijela Mia Dimšić s pjesmom „Guilty Pleasure”. Obje predstavnice su na Pjesmi Eurovizije 2021. i 2022. godine osvojile 11. mjesto u svojim polufinalima i time nastavile niz hrvatskih predstavnika koji se nisu kvalificirali u finale. Let 3 pobijedio je na Dori 2023. i na Pjesmi Eurovizije 2023. osigurao prvu kvalifikaciju Hrvatske u finale još od 2017. godine. S pjesmom „Mama ŠČ!” Let 3 postao je prvi pobjednik Dore od 2019. godine koji se kvalificirao u finale Pjesme Eurovizije, a na natjecanju su u konačnici osvojili 13. mjesto. U veljači 2024. godine, Dora se prvi put u više od deset godina održala kroz ukupno tri emisije, dva polufinala i jedno finale, a pobjedu je odnio Baby Lasagna s pjesmom „Rim Tim Tagi Dim” koja je predstavljala Hrvatsku na Pjesmi Eurovizije 2024 i završila drugoplasirana. Na Pjesmi Eurovizije 2025., Marko Bošnjak se sa pjesmom Poison Cake nije kvalificrao u finale te je u prvoj polufinalnoj večeri završio na 12. mjestu s 28 bodova.

## Nastupi
| 1 | Prvo mjesto                            |
| 2 | Drugo mjesto                           |
| 3 | Treće mjesto                           |
| X | Pjesma odabrana, ali se nije natjecala |

| godina | izvođač                       | pjesma                    | jezik                | finale                | bodovi                | polufinale          | bodovi              |
| ------ | ----------------------------- | ------------------------- | -------------------- | --------------------- | --------------------- | ------------------- | ------------------- |
| 1993.  | Put                           | "Don't Ever Cry"          | hrvatski, engleski   | 15                    | 31                    | 3                   | 51                  |
| 1994.  | Tony Cetinski                 | "Nek' ti bude ljubav sva" | hrvatski             | 16                    | 27                    | nema polufinala     | nema polufinala     |
| 1995.  | Magazin i Lidija              | "Nostalgija"              | hrvatski             | 6                     | 91                    | nema polufinala     | nema polufinala     |
| 1996.  | Maja Blagdan                  | "Sveta ljubav"            | hrvatski             | 4                     | 98                    | 19                  | 30                  |
| 1997.  | E.N.I.                        | "Probudi me"              | hrvatski             | 17                    | 24                    | nema polufinala     | nema polufinala     |
| 1998.  | Danijela Martinović           | "Neka mi ne svane"        | hrvatski             | 5                     | 131                   | nema polufinala     | nema polufinala     |
| 1999.  | Doris Dragović                | "Marija Magdalena"        | hrvatski             | 4                     | 118                   | nema polufinala     | nema polufinala     |
| 2000.  | Goran Karan                   | "Ostani"                  | hrvatski             | 9                     | 70                    | nema polufinala     | nema polufinala     |
| 2001.  | Vanna                         | "Strings of my Heart"     | engleski             | 10                    | 42                    | nema polufinala     | nema polufinala     |
| 2002.  | Vesna Pisarović               | "Everything I Want"       | engleski             | 11                    | 44                    | nema polufinala     | nema polufinala     |
| 2003.  | Claudia Beni                  | "Više nisam tvoja"        | hrvatski             | 15                    | 29                    | nema polufinala     | nema polufinala     |
| 2004.  | Ivan Mikulić                  | "You Are The Only One"    | engleski             | 12                    | 50                    | 9                   | 72                  |
| 2005.  | Boris Novković i Lado         | "Vukovi umiru sami"       | hrvatski             | 11                    | 115                   | 4                   | 169                 |
| 2006.  | Severina                      | "Moja štikla"             | hrvatski             | 12                    | 56                    | nema polufinala     | nema polufinala     |
| 2007.  | Dragonfly i Dado Topić        | "Vjerujem u ljubav"       | hrvatski, engleski   | nije se kvalificirala | nije se kvalificirala | 16                  | 54                  |
| 2008.  | Kraljevi ulice i 75 Cents     | "Romanca"                 | hrvatski             | 21                    | 44                    | 4                   | 112                 |
| 2009.  | Igor Cukrov i Andrea Šušnjara | "Lijepa Tena"             | hrvatski             | 18                    | 45                    | 13                  | 33                  |
| 2010.  | Feminnem                      | "Lako je sve"             | hrvatski             | nije se kvalificirala | nije se kvalificirala | 13                  | 33                  |
| 2011.  | Daria Kinzer                  | "Celebrate"               | engleski             | nije se kvalificirala | nije se kvalificirala | 15                  | 41                  |
| 2012.  | Nina Badrić                   | "Nebo"                    | hrvatski             | nije se kvalificirala | nije se kvalificirala | 12                  | 42                  |
| 2013.  | Klapa s Mora                  | "Mižerija"                | hrvatski             | nije se kvalificirala | nije se kvalificirala | 13                  | 38                  |
| 2016.  | Nina Kraljić                  | "Lighthouse"              | engleski             | 23                    | 73                    | 10                  | 133                 |
| 2017.  | Jacques Houdek                | "My Friend"               | engleski, talijanski | 13                    | 128                   | 8                   | 141                 |
| 2018.  | Franka Batelić                | "Crazy"                   | engleski             | nije se kvalificirala | nije se kvalificirala | 17                  | 63                  |
| 2019.  | Roko Blažević                 | "The Dream"               | engleski             | nije se kvalificirala | nije se kvalificirala | 14                  | 64                  |
| 2020.  | Damir Kedžo                   | "Divlji vjetre"           | hrvatski             | natjecanje otkazano   | natjecanje otkazano   | natjecanje otkazano | natjecanje otkazano |
| 2021.  | Albina                        | "Tick-Tock"               | engleski, hrvatski   | nije se kvalificirala | nije se kvalificirala | 11                  | 110                 |
| 2022.  | Mia Dimšić                    | "Guilty Pleasure"         | engleski, hrvatski   | nije se kvalificirala | nije se kvalificirala | 11                  | 75                  |
| 2023.  | Let 3                         | "Mama ŠČ"                 | hrvatski             | 13                    | 123                   | 8                   | 76                  |
| 2024.  | Baby Lasagna                  | "Rim Tim Tagi Dim"        | engleski             | 2                     | 547                   | 1                   | 177                 |
| 2025.  | Marko Bošnjak                 | "Poison Cake"             | engleski             | nije se kvalificirala | nije se kvalificirala | 12                  | 28                  |

## Jezici pjesama
Hrvatska je sudjelovala na Pjesmi Eurovizije 28 puta i pjevala na 3 jezika (engleskom, hrvatskom i talijanskom).
| poredak | jezik                 | broj pjesama |
| ------- | --------------------- | ------------ |
| 1.      | hrvatski              | 16           |
| 2.      | engleski              | 7            |
| 3.      | hrvatski i engleski   | 4            |
| 4.      | engleski i talijanski | 1            |

## Nagrade

### Nagrada „Barbara Dex”
Barbara Dex Award nagrada je koja se putem glasovanja online dodjeljuje za najlošije odjevena izvođača na Pjesmi Eurovizije.
| godina | izvođač      | domaćin            | izvor  |
| ------ | ------------ | ------------------ | ------ |
| 2016.  | Nina Kraljić | Švedska, Stockholm | [ 23 ] |

## Domaćin
Hrvatska je bila domaćin Pjesme Eurovizije samo jednom, 1990., kao rezultat pobjede zadarskoga sastava Riva za Jugoslaviju 1989. Tako je Hrvatska jedina država koja je bila domaćin natjecanja, a da u njemu nije sudjelovala, i jedina država koja je bila domaćin natjecanja, a da nikada nije pobijedila.
| godina | mjesto | dvorana                                | voditelji                      |
| ------ | ------ | -------------------------------------- | ------------------------------ |
| 1990.  | Zagreb | Koncertna dvorana Vatroslava Lisinskog | Helga Vlahović i Oliver Mlakar |

## Komentatori i predstavljači glasova
| godina | komentator                  | predstavljač glasova      |
| ------ | --------------------------- | ------------------------- |
| 1993.  | Aleksandar "Aco" Kostadinov | Veljko Đuretić            |
| 1994.  | Aleksandar "Aco" Kostadinov | Helga Vlahović            |
| 1995.  | Aleksandar "Aco" Kostadinov | Daniela Trbović           |
| 1996.  | Aleksandar "Aco" Kostadinov | Daniela Trbović           |
| 1997.  | Aleksandar "Aco" Kostadinov | Davor Meštrović           |
| 1998.  | Aleksandar "Aco" Kostadinov | Davor Meštrović           |
| 1999.  | Aleksandar "Aco" Kostadinov | Marko Rašica              |
| 2000.  | Aleksandar "Aco" Kostadinov | Marko Rašica              |
| 2001.  | Ante Batinović              | Daniela Trbović           |
| 2002.  | Ante Batinović              | Duško Ćurlić              |
| 2003.  | Daniela Trbović             | Davor Meštrović           |
| 2004.  | Aleksandar "Aco" Kostadinov | Barbara Kolar             |
| 2005.  | Aleksandar "Aco" Kostadinov | Barbara Kolar             |
| 2006.  | Duško Ćurlić                | Mila Horvat               |
| 2007.  | Duško Ćurlić                | Barbara Kolar             |
| 2008.  | Duško Ćurlić                | Barbara Kolar             |
| 2009.  | Duško Ćurlić                | Mila Horvat               |
| 2010.  | Duško Ćurlić                | Mila Horvat               |
| 2011.  | Duško Ćurlić                | Nevena Rendeli            |
| 2012.  | Duško Ćurlić                | Nevena Rendeli            |
| 2013.  | Duško Ćurlić                | Uršula Tolj               |
| 2014.  | Aleksandar "Aco" Kostadinov | Hrvatska nije sudjelovala |
| 2016.  | Duško Ćurlić                | Nevena Rendeli            |
| 2017.  | Duško Ćurlić                | Uršula Tolj               |
| 2018.  | Duško Ćurlić                | Uršula Tolj               |
| 2019.  | Duško Ćurlić                | Monika Lelas Halambek     |
| 2020.  | natjecanje otkazano         | natjecanje otkazano       |
| 2021.  | Duško Ćurlić                | Ivan Dorian Molnar        |
| 2022.  | Duško Ćurlić                | Ivan Dorian Molnar        |
| 2023.  | Duško Ćurlić                | Maja Ciglenečki           |
| 2024.  | Duško Ćurlić                | Ivan Dorian Molnar        |
| 2025.  | Duško Ćurlić                | Doris Pinčić Guberović    |

## Galerija
- Dragonfly i Dado Topić u Helsinkiju (2007.)
- Kraljevi ulice i 75 Cents u Beogradu (2008.)
- Igor Cukrov i Andrea Šušnjara u Moskvi (2009.)
- Feminnem u Oslu (2010.)
- Nina Badrić u Bakuu (2012.)
- Klapa s mora u Malmöu (2013.)
- Nina Kraljić u Stockholmu (2016.)
- Jacques Houdek u Kijevu (2017.)
- Franka u Lisabonu (2018.)
- Roko Blažević u Tel Avivu (2019.)
- Albina Grčić u Rotterdamu (2021.)
- Mia Dimšić u Torinu (2021.)
- Let 3 u Liverpoolu (2023.)
- Baby Lasagna u Malmöu (2024.)